# Ángel Albino Corzo International Airport
Ángel Albino Corzo International Airport
(IATA: TGZ, ICAO: MMTG) 
(spanska: Aeropuerto Internacional Ángel Albino Corzo) är en internationell flygplats i Chiapa de Corzo  i delstaten Chiapas i Mexiko. Den invigdes i juni 2007 som ersättning för flygplatserna Llano San Juan och Terán.
Flygplatsen ligger 30 kilometer sydost om staden Tuxtla Gutiérrez och betjänar också de centrala delarna av Chiapas och den populära turistdestinationen San Cristóbal de las Casas. När flygplatsen byggdes var den dimensionerad för 
300 000 passagerare per år och år 2019 tog den emot 1,5 miljoner. En större utökning av flygplatsen blev klar 2019.